# راماديفي تشودري
اماديفي تشودري (ديسمبر 1899 - 22 يوليو 1985)، عرفت أيضًا باسم راما ديفي، ناضلت من أجل الحرية في الهند وعرفت بدورها كمصلحة اجتماعية. أطلق عليها أهل أوديشا اسم (الأم). سميت جامعة راماديفي النسائية في بوبانيشوار باسمها.

## العائلة
رامايفي هي ابنة جوبال بالاف داس وبسانت كوماري ديفي، وابنة أخت أوتكال جوراب مادهوسودان داس. كان عمرها 15 عامًا عندما تزوجت من غوبابندو تشودري.

## دورها خلال الاستقلال
انضمت مع زوجها إلى حركة الاستقلال الهندية في عام 1921. تأثرت بالمهاتما غاندي وشاركت بشكل فعال مع حركة عدم التعاون. كانت تتنقل من قرية إلى قرية لتشجيع النساء على الانضمام إلى حركة الاستقلال. تأثرت راماديفي بالعديد من الشخصيات مثل جاي براكاش نارايان، وفينوبا بافي وعمها مادوسودان داس. اجتمعت لأول مرة مع غاندي وانضمت مع زوجها إلى حركة عدم التعاون في عام 1921. انضموا إلى المؤتمر الوطني الهندي، وارتدوا الملابس المصنوعة من قماش الخادي في العام نفسه.  شاركت كعضو فعال في حركة عصيان الملح على مستوى أورديشا في عام 1930. رافقت ناشطين آخرين مثل كيرانبالا سين، ومالتيديفي، وسارالا ديفي، وبراناكروشنا بادياري وذهبوا سويةً إلى قرى إنشودي، وسريونغ. اعتقلت هي وزملاؤها من قبل البريطانيين في نوفمبر 1930 ووضعوا في سجون مختلفة. اعتقلت عدة مرات مع غيرها من ناشطات الاستقلال مثل سارالا ديفي، ومالاتي شودري، ودخلوا السجن خلال الأعوام 1921، و1930، و1936، و1942. حضرت جلسة كراتشي للمؤتمر الوطني الهندي في عام 1931، وطلبت من القادة عقد الجلسة التالية في أوديشا. أطلق سراحها من سجن هزاريباغ في عام 1932، شاركت بعدها بنشاط في رعاية الأطفال المنبوذين. أسست مؤسسة لمحاربة النبذ بموجب تعليمات من الماهاتماغاندي، تهدف هذه المؤسسة لمعارضة حركة حظر المساس والقضاء على النبذ. تغيير اسم المؤسسة فيما بعد إلى هاريجان سيفا سانغا. شاركت بشكل فعال في زيارات غاندي إلى أوديسا في عامي 1932 و 1934، وشاركت أيضًا في زيارات كل من كاستوربا، وساردار باتيل، وراجيندر براساد، وأبو الكلام آزاد، وجواهر لال نهرو وآخرين.  قبض على أفراد عائلة راما ديفي بأكملها، بما في ذلك زوجها، غوبابندو تشودري أثناء حركة اتركوا الهند. بعد وفاة كاستوربا غاندي، عين الماهاتما غاندي عملها كممثل لفرع أوديشا في صندوق كاستوربا.

## دورها بعد استقلال الهند
كرست راما ديفي نفسها لدعم حركة بهوادن (حركة هجية الأرض) وغرامادان اللواتي أطلقتهما المناضلة أشاريا فينوبا بهاف بعد استقلال الهند في عام .19747سافرت مع زوجها سيرًا على الأقدام في عام 1952، وقطعوا مسافة 4000 كيلومتر عبر الولاية لنشر رسالة إعطاء الأرض والثروة. أقامت راما ديفي في ألاكا الأشرم في بلدة جاياغتسينغبور في عام 1928. ساعدت في إنشاء أوتكال كادي ماندل وأنشأت أيضًا مركزًا لتدريب المعلمين ومركز بالافادي في بلدة رامشاندروبر.  أنشأت مركز رعاية القبائل في دمبوروجيدا في عام 1950. عملت هي ومالاتي في إغاثة المجاعة التي حصلت في كورابوت في عام 1951. ساعدت الجنود المتضررين من الحرب الهندية الصينية عام .1962
احتجت على حالة الطوارئ التي بدأت في الهند، وأصدرت جريدتها الخاصة مع هاريكروشنا مهاتاب، ونيلاماني روتراي، حظرت الحكومة الهندية صحافة غرام سيفاك، واعتقل مع قادة آخرين مثل ناباكروشنا شودوري، واريكروشنا مهاتاب، وانموها شودري، وأنابورنا موهارانا، و جايكروشانا موهانتي، وآخرون. أسست مدرسة ابتدائية (شيشي فيهار)، ومستشفى لعلاج السرطان في كوتاك.

## التكريم
حصلت راماديفي على جائزة جمنالال باجاج في 4 نوفمبر 1981 تكريمًا لجهودها في دعم الأمة، وحصلت أيضًا على جائزة الدكتوراه في الفلسفة من جامعة أوتكال في 16 أبريل من عام 1984.

## النصب التذكارية
سميت جامعة راما ديفي للنساء في بوبانيشوار تكريمًا لذكرى راماديفي، وهي أول جامعة نسائية في شرق الهند تأسست على هذا النحو منذ عام 2015، ويوجد متحف مخصص لها داخل مباني الجامعة، أنشأت مدرسة شيشي فيهار في كوتاك وأصبحت اليوم تسمى باسمها.

## الوفاة
توفيت في 22 يوليو 1985 عن عمر يناهز 85 عامًا.